# Laguna de San Antonio de Atocha
La laguna de San Antonio de Atocha también conocida como laguna de Tochac, es una laguna ubicada en el municipio de Apan, Hidalgo, México.

## Geografía
La laguna es un relicto relativamente conservado del gran sistema de lagos que existían antiguamente en la Cuenca de México. La cual llegó a formar, cuatro áreas lacustres: la primera y mayor conocida como el valle de México, y se integró con los cinco antiguos lagos cuyos nombres fueron: Chalco, Xochimilco, Texcoco, San Cristóbal-Xaltocan y Zumpango. De todos ellos solo sobrevive el lago de Zumpango, una parte de lago de Chalco y los canales y chinampas del lago de Xochimilco. Las otras tres áreas lacustres, más pequeñas y existentes, son las denominadas lagunas de Tochac, Apan y Tecocomulco.
Los principales cauces son el río Barranca del Muerto al oriente de la demarcación y el río San Miguel, al noreste. También se encuentran las corrientes que componen esta subcuenca son los arroyos Atocha y Malayerba. La parte de esta cuenca que corresponde al estado de Tlaxcala cubre el 15 % de su superficie al poniente del estado. Incluye aguas de los río San Marcos, Calpulalpan, Amaxac entre otros que se dirigen al norte para formar la laguna, son escurrimientos de la parte norponiente del bloque de Tlaxcala.
Se localiza en la parte sur del municipio de Apan; entre los 19°32ˈ50 ̎de latitud Norte y 98°12ˈ10 ̎de longitud, a una altitud de 2480 m s. n. m. Tiene una forma alargada y ocupa aproximadamente 7.5 hectáreas, con un clima templado subhúmedo con lluvias en verano. Temperatura media anual de 10 a 16 °C y una precipitación total anual de 500 a 800 mm. Las rocas ígneas extrusivas del periodo Neógeno y Cuaternario son de tipo toba ácida, basalto, andesita, brecha volcánica básica, riolita y riodacita. En la zona, dominan cinco tipos de suelos: Feozem, Vertisol, Leptosol, Durisol y Umbrisol.
Tochac junto con la laguna de Tecocomulco, representan el último hábitat y refugio de algunas especies de fanerógamas acuáticas endémicas y en peligro de extinción de México como la estrella amarilla de agua (Nymphoides fallax) y planta sagitaria (Sagittaria demersa).

## Actividad humana
Alrededor de la laguna, los terrenos se destinan al cultivo de maíz, cebada, haba y frijol. Algunos agricultores con el objetivo de ganarle terreno al lago, han construido en las riberas, bordos de hasta tres metros de alto, lo que genera que el nivel de la columna de agua en las zonas litorales ubicadas al este y oeste cambie drásticamente a lo largo del año. Por otra parte, en el poblado de Lázaro Cárdenas cercano al lago, existe una cooperativa pesquera que captura carpa (Cyprinus carpio).